# Средства массовой информации Башкортостана
Средства массовой информации в Республике Башкортостан представлены печатными изданиями, радио, телевидением и интернетом.
В каждом городе Республики издаются местные официальные и рекламные газеты, работает городское радиовещание и телевизионные компании. Доступность и дешевизна телевизионной и радиотехники позволяет им создавать передачи на высоком профессиональном уровне.
Одновременно с местными средствами массовой информации в Республике работают центральные республиканские и центральные государственные каналы связи.
Через спутниковые каналы жителям Республики доступны более 1000 телевизионных и радиостанций, неограниченное количество этих станций доступны через интернет. Информация о жизни в республике доступна на огромном количестве сайтов интернета.

## Информационные агентства
- ОАО ИА Башинформ — на русском, башкирском и английском языках
- ИА Стерлеград

## Телевидение
Основные республиканские телеканалы:
- «Первый канал» — российская телекомпания. Вещает из Москвы, штаб-квартира находится в телецентре «Останкино», на улице Академика Королёва, 12. Позиционируется как главный телеканал страны. Помимо территории России, вещание «Первого канала» распространяется за пределы страны (международная версия — «Первый канал. Всемирная сеть»). Член Европейского вещательного союза.
- «Россия-1» — общероссийский общедоступный государственный телеканал. Входит в состав Всероссийской государственной телевизионной и радиовещательной компании (ВГТРК). В анонсах упоминается, как канал «Россия».
- Республиканский телеканал БСТ (на русском и башкирском языках)
- Телекомпания «Вся Уфа» (на русском языке)
- Музыкальный телеканал «Курай» (на башкирском языке)
- Детско-юношеский телеканал Тамыр (на башкирском и русском языках)
- Городской телеканал UTV (на русском языке)
- Музыкально-развлекательный канал M television.

Кроме того, существуют десятки других городских и районных телеканалов.

## Радиостанции
Основные республиканские радиостанции:
- Радио «Спутник FM» (на русском языке)
- Радио Юлдаш (на башкирском языке)
- Радио Ашкадар (на башкирском языке).

и другие радиостанции.

## Пресса
Основные республиканские издания:
- Газета Республика Башкортостан (на русском языке)
- Газета Башкортостан (на башкирском языке)
- Газета Вечерняя Уфа (на русском языке)
- Газета Урал сасси (на чувашском языке)
- Газета Уфимская Неделя (на русском языке)
- Газета Уфимские Ведомости (на русском языке)
- Газета Уфимские Вести (на русском языке)
- Газета Финансы Башкортостана (Выходит при поддержке Национального Банка республики)
- Газета Кызыл таң (на татарском языке)
- Газета «Вариант-52» (на русском языке)
- Газета Чолман (на марийском языке)
- Газета Неделя (на татарском, русском и башкирском языках)
- Газета Йэшлек (на башкирском языке)
- Газета Йэншишмэ (на башкирском языке)
- Газета Киске Өфө (на башкирском языке)
- Молодёжная газета (на русском языке)

Свыше 50 районных и объединённых газет.